# Dublin (Ohio)
Dublin és una població dels Estats Units a l'estat d'Ohio. Segons el cens del 2008 tenia 38.536 habitants.

## Demografia
Segons el cens del 2000, Dublin tenia 31.392 habitants, 11.209 habitatges, i 8.675 famílies. La densitat de població era de 573,9 habitants/km².
Dels 11.209 habitatges en un 46,6% hi vivien nens de menys de 18 anys, en un 70,7% hi vivien parelles casades, en un 5% dones solteres, i en un 22,6% no eren unitats familiars. En el 18,5% dels habitatges hi vivien persones soles el 3,8% de les quals corresponia a persones de 65 anys o més que vivien soles. El nombre mitjà de persones vivint en cada habitatge era de 2,8 i el nombre mitjà de persones que vivien en cada família era de 3,24.
Per edats la població es repartia de la següent manera: un 32,1% tenia menys de 18 anys, un 4,8% entre 18 i 24, un 33,4% entre 25 i 44, un 24,3% de 45 a 60 i un 5,4% 65 anys o més.
L'edat mediana era de 35 anys. Per cada 100 dones de 18 o més anys hi havia 96,4 homes.
La renda mediana per habitatge era de 91.162 $ i la renda mediana per família de 104.829 $. Els homes tenien una renda mediana de 75.279 $ mentre que les dones 43.903 $. La renda per capita de la població era de 41.122 $. Aproximadament el 2,1% de les famílies i el 2,7% de la població estaven per davall del llindar de pobresa.

## Poblacions més properes
El següent diagrama mostra les poblacions més properes.